# Stephan Alms
Stephan Alms (ur. 12 listopada 1985) – duński bokser, wicemistrz Unii Europejskiej (Odense 2009). Od 2012 bokser zawodowy.